# Lista de mídias da série Mortal Kombat

Captura de tela do primeiro jogo da série.

Mortal Kombat é uma franquia de Video game criada originalmente pela Midway Games. Os jogos eletrônicos são compostos basicamente por jogos de luta e alguns jogos de ação-aventura que estreou nos arcades da América do Norte em 8 de Outubro de 1992 com o lançamento de Mortal Kombat, criado por Ed Boon e John Tobias. Os títulos da série Mortal Kombat foram lançados também em diferentes consoles e computadores pessoais e é considerada uma das séries de video game mais vendidas do mundo, com mais de 26 milhões de jogos vendidos.
Desde seu lançamento, os jogos foram relançados em coleções e compilações ou até mesmo atualizações, o que aumentou ainda mais a popularidade da série, levando a aparição de alguns personagens em outros jogos. A série é composta não só por jogos eletrônicos, mas também por dois longa-metragens, um curta, uma animação, uma série de TV, uma websérie, dois livros, e várias revistas em quadrinhos e álbuns de música. O primeiro longa-metragem foi considerado um grande sucesso e arrecadou aproximadamente US$ 70 milhões nos Estados Unidos, e cerca de US$ 122 milhões em todo o mundo.

## Álbuns de música
Esta é uma lista dos álbuns da série Mortal Kombat, desenvolvida originalmente pela Midway Games. Os álbuns de música oficiais da série incluem os jogos e filmes.
| Capa                      | Título |
| ------------------------- | --- |
|                           | Mortal Kombat II: Music from the Arcade Game Soundtrack - Lançamento: 1993 - Gravadora: Toasty Productions, Midway Games - Produção: Dan Forden              |
|                           | Mortal Kombat: The Album - Lançamento: 31 de Maio de 1994 - Gravadora: Virgin Records - Produção: Oliver Adams                                               |
|                           | Mortal Kombat: Original Motion Picture Soundtrack - Lançamento: 15 de Agosto de 1995 - Gravadora: TVT Records - Produção: Lawrence Kasanoff e Steve Gottlieb |
|                           | Mortal Kombat: Motion Picture Score - Lançamento: 11 de Outubro de 1995 - Gravadora: TVT Records - Produção: George S. Clinton                               |
| Ficheiro:MKMoreKombat.jpg | Mortal Kombat: More Kombat - Lançamento: 5 de Novembro de 1996 - Gravadora: TVT Records - Produção: Lawrence Kasanoff e Steve Gottlieb                       |
|                           | Mortal Kombat: Annihilation Soundtrack - Lançamento: 28 de Outubro de 1997 - Gravadora: TVT Records - Produção: Lawrence Kasanoff e Steve Gottlieb           |
|                           | Mortal Kombat Musik: MK3 & MK4 Arcade Video Game Soundtrack - Lançamento: 1997 - Gravadora: Toasty Productions, Midway Games - Produção: Dan Forden          |